# ᛏ
| Namn             | Urgermanska                           | Fornengelska                          | Fornnordiska                          | Fornnordiska                           | Fornnordiska              |
| ---------------- | ------------------------------------- | ------------------------------------- | ------------------------------------- | -------------------------------------- | ------------------------- |
| Namn             | *Tē₂waz                               | Tī/Tīr                                | Týr                                   | Týr                                    | Týr                       |
| Namn             | ”Tyr”                                 |                                       |                                       |                                        |                           |
| Fuþark           | Äldre                                 | Anglofrisisk                          | Yngre                                 | Yngre                                  | Yngre                     |
| Fuþark           | 24-typig fuþark                       | 28/33-typig fuþorc                    | 16-typig fuþark                       | 16-typig fuþark                        | 16-typig fuþark           |
| Runtyp           | –                                     | –                                     | Långkvist                             | Kortkvist                              | Stungen                   |
| Ordningsföljd    | №17                                   | №17                                   | №12₁                                  | №12₂                                   | №12₃                      |
| Ätt              | Tyrs ätt (3:e rungruppen)             | Tyrs ätt (3:e rungruppen)             | Tyrs ätt (3:e rungruppen)             | Tyrs ätt (3:e rungruppen)              | Tyrs ätt (3:e rungruppen) |
| Form             |                                       |                                       |                                       |                                        | –                         |
| Unicode          | ᛏ U+16CF Runic Letter Tiwaz Tir Tyr T | ᛏ U+16CF Runic Letter Tiwaz Tir Tyr T | ᛏ U+16CF Runic Letter Tiwaz Tir Tyr T | ᛐ U+16D0 Runic Letter Short-Twig-Tyr T | ᛑ U+16D1 Runic Letter D   |
| HTML             | &#5839; &#x16CF;                      | &#5839; &#x16CF;                      | &#5839; &#x16CF;                      | &#5840; &#x16D0;                       | &#5841; &#x16D1;          |
| Translitteration | t                                     | t                                     | t                                     | t                                      | d                         |
| Transkription    | t                                     | t                                     | t, d                                  | t, d                                   | d                         |
| IPA              | [t̪] (fil) [t] (fil)                   | [t̪] (fil) [t] (fil)                   | [t̪] (fil) [t] (fil) [d] (fil)         | [t̪] (fil) [t] (fil) [d] (fil)          | [d] (fil)                 |

Runan ᛏ (långkvist) eller ᛐ (kortkvist), benämnd tyr eller tider (med flera), även t-runan, är den sjuttonde runan i den äldre samt anglofrisiska runraden och den tolfte runan i den yngre runraden, även återfunnen i de medeltida runorna, samt den första runan i Tyrs ätt (3:e rungruppen), varifrån runan fått sitt namn (av fornguden Tyr). Det motsvaras i det latinska alfabetet av bokstaven T men bär i yngre runraden även ljudvärdet för D i det svenska alfabetet.
Tyrrunan används i modern tid bland annat av utövare av germansk nyhedendom för att vörda guden Tyr. Dess rekonstruerade urgermanska namn är Tîwaz eller *Teiwaz.

## Benämning

### Fornnamn
Under vikingatiden kallas runan tyr efter fornguden vid samma namn, vilket sekundärt även var ett ord för gudom: fornvästnordiska: týr, fornöstnordiska: tir, anglosaxiska: tī, tīr. Det anglosaxiska namnet är troligen lånat från fornnordiskan då guden Tyrs inhemska namnform är Tīw (jämför fornengelska: Tiwesdæg, engelska: Tuesday, ”Tisdag”). Den äldsta kända nordiska formen av gudanamnet är ᛏᛁᚢᛦ (Tīuʀ) på Ribe skallfragment (cirka 725). Den analoga bokstaven 𐍄 i det Gotiska alfabetet har det antecknade namnet tyz (från ett tidigare gotiska: *𐍄𐌹𐌿𐍃/*𐍄𐌴𐌹𐍅𐍃, *tius/*teiws), nedskrivet på 700-talet av britten Alkuin, vilket är relevant då goterna återanvände de äldre runornas namn till deras nya bokstäver på 300-talet.
Utifrån detta kan vi se att den gotiska och nordiska formen har ett gammalt urgermanskt neutrum-suffix (*-az) i form av -z/-ʀ medan den brittiska formen har tappat detta. Av detta antas runans urgermanska namn ha varit något i stil med *Tîwaz (vilket speglas i runans unicode-namn: Runic Letter Tiwaz Tir Tyr T), ännu tidigare *Teiwaz (*Tē₂waz) utifrån Negau B (400–50 f.Kr.) med inristningen teiva.
| Urgermanska    | Urgermanska | Urnordiska   | Urnordiska   | Fornnordiska | Fornnordiska  | Medelnordiska |
| runt 200 f.Kr. | runt år 1   | runt 400-tal | runt 600-tal | runt 800-tal | runt 1000-tal | runt 1350-tal |
| -------------- | ----------- | ------------ | ------------ | ------------ | ------------- | ------------- |
| *Teiwaz        | *Tīwaz      | *Tīwaʀ       | *Tīwʀ → Tīuʀ | Tīʀ / Tȳʀ    | Tir / Týr     | Ti / Ty       |

### Svenska namn
Olaus Petri (1493–1552) antecknade runt 1535 den sena fornsvenska formen thir medan Johannes Bureus (1568–1652) under slutet av 1500-talet antecknade formen tyr samt den dalmålska formen tijr.
Bureus kallar även runan för tidher (tider, fornsvenska: tiþir), plural av tid. Han antecknade även det bildliga namnet tak (av runans utseende) och tyri (töre) som betyder tändved och dylikt (till samma rot som tjära) då många eldsvådor skedde när runan var gyllental.

## Varianter

### ᛏ långkvistad tyr
Tyr är en av de runorna som gått oförändrad mellan de olika runraderna. Dess normala variant (normalruna) kallas i den yngre runraden för långkvisttyp för att särskilja den mot dess kortkvistvariant (se nedan).

### ᛐ kortkvistad tyr
Tyr är en av 9 runor som har en kortkvistvariant i den yngre runraden. Tyrs kostkvistvariant tappar högra kvisten (vid skrift vänster till höger) och blir således en omvänd ᛚ lager.

### ᛑ stungen tyr
På 1000-talet infördes en ny skrivregel för yngre futhark i form av stungna runor, vilket innebar att prickar (”sting”) kunde läggas till på runor för att ange ett sekundärt ljudvärde. Stungna runor är inte separata runor från sin grundform i futharksekvensen och har därmed samma ordningsföljd som sin omodifierade motsvarighet. I det medeltida runalfabetet, som följer den latinska sekvensen, har de istället positionen för sin motsvarande latinska karaktär.
ᛑ stungen tyr bär ᛏ:s sekundära ljudvärde /d/ och motsvarar bokstaven d i det latinska alfabetet.